# Airlink
Стаття про південноафриканську авіакомпанію Airlink. Інші значення див. у статті Airlink (значення)

Airlink — південноафриканська регіональна авіакомпанія зі штаб-квартирою в окрузі Екурхулені (Гаутенг, ПАР), перший авіаперевізник країни, побудував власну маршрутну мережу між невеликими населеними пунктами і великими аеропортами ПАР.
Авіакомпанія повністю знаходиться в приватній власності і не входить в альянс з національним авіаперевізником ПАР South African Airways, разом з тим, маючи довгострокові контракти з її дивізіоном регіональних перевезень South African Express.

## Історія
Авіакомпанія Airlink була заснована в 1995 році шляхом злиття цілого ряду місцевих авіаперевізників: Midlands Aviation (утворена в 1967 році), Lowveld Aviation Services, Magnum Airways, Border Air, Citi Air і Link Airways. Компанії належать 49 % акцій оператора Zimbabwe Airlines і 40 % — Airlink Swaziland.
У 1997 року Airlink вступила в комерційний альянс національної авіакомпанії країни South African Airways і провела ребрендинг своїх літаків під логотип торгової марки регіональних перевезень South African Airlink. Незважаючи на взаємовигідне співробітництво, в силу ряду причин у 2006 році Airlink розірвала договір про стратегічне партнерство з South African Airways, повернулася до власного логотипу та початкового дизайну лівреї своїх повітряних суден.

## Маршрутна мережа
На початку 2010 року маршрутна мережа регулярних пасажирських перевезень авіакомпанії Airlink включала в себе такі пункти призначення:
- Південна Африка
  - Блумфонтейн — Аеропорт Блумфонтейн
  - Кейптаун — Міжнародний аеропорт Кейптаун
  - Дурбан — Міжнародний аеропорт імені короля Чакі
  - Іст-Лондон — Аеропорт Іст-Лондона
  - Джордж — Аеропорт Джордж
  - Йоганнесбург — Міжнародний аеропорт імені О. Р. Тамбо хаб
  - Кімберлі — Аеропорт Кімберлі
  - Нельспрюйт — Міжнародний аеропорт імені Крюгера Мпумалангі
  - Пітермаріцбург — Аеропорт Пітермаріцбург
  - Фалаборва — Аеропорт імені Хендріка Ван Екка
  - Полокване — Міжнародний аеропорт Полокване
  - Порт-Елізабет — Аеропорт Порт-Елізабет
  - Умтата — Аеропорт імені К. Д. Матанзіми
  - Упінгтон — Аеропорт Упінгтон
- Лесото
  - Масеру — Міжнародний аеропорт імені Мошвешве I
- Мадагаскар
  - Антананаріву — Міжнародний аеропорт Івато
- Мозамбік
  - Бейра — Аеропорт Бейра
  - Мапуту — Міжнародний аеропорт Мапуту
  - Пемба — Аеропорт Пемба
- Свазіленд
  - Манзіні — Аеропорт Манзіні
- Замбія
  - Лівінгстон — Аеропорт Лівінгстон
  - Лусака — Міжнародний аеропорт Лусака
  - Ндола — Аеропорт Ндола
- Зімбабве
  - Булавайо — Міжнародний аеропорт імені Джошуа Мгабуко Нкомо
  - Хараре — Міжнародний аеропорт Хараре

## Флот
Станом на 16 березня 2010 року повітряний флот авіакомпанії Airlink становили такі літаки:

## Авіаподії і нещасні випадки
- 24 вересня 2009 року. Літаків BAe Jetstream 41, виконував перегінний рейс 8911, розбився через кілька хвилин після зльоту з Міжнародного аеропорту Дурбан. Три члени екіпажу і одна людина на землі отримали важкі поранення[3][4], командир корабля Аллістер Фрімен помер 7 жовтня в лікарні[5].
- 18 листопада 2009 року. Літаків Bae Jetstream 41 (реєстраційний номер ZS-OMZ), що виконував рейс SA-8488 з аеропорту Порт-Елізабет, Іст-Лондон при здійсненні посадки в аеропорту призначення викотився за межі злітно-посадкової смуги. Ніхто з 32 пасажирів і екіпажу на борту не постраждав. Керівництво авіакомпанії пояснило цей інцидент несприятливими погодними умовами та обмеженою видимістю в аеропорту прибуття[6].
- 7 грудня 2009 року. Лайнер Embraer ERJ-135 (реєстраційний номер ZS-SJW), який прямував регулярним рейсом SA-8625, при спробі здійснити посадку в аеропорту Джорджа дощ промахнувся мимо злітно-посадкової смуги. Ніхто з знаходилися на борту літака не постраждав[7][8][9].